# Ludwig Ostermeier
Ludwig Ostermeier (* 16. Januar 1912 in Poing; † 6. November 2006 in Eggenfelden) war ein deutscher Kommunal- und Landespolitiker (BP).

## Werdegang
Ostermeier kam als Sohn eines Handwerksmeister zur Welt. Seine Mutter starb früh. Er absolvierte eine Lehre in einer Privatbank und war danach als Bankangestellter tätig. Als das Geldinstitut 1929 schließen musste, wurde er arbeitslos und ging auf Wanderschaft durch Deutschland und Österreich. In dieser Zeit war er als Pflanzensetzer im Ebersberger Forst, als Hopfenzupfer und als Erntehelfer tätig. 1930 fand er Arbeit beim Bayerischen Sperrholzwerk in Ebersberg, wurde 1931 aber wieder arbeitslos. 1932 meldete er sich für den freiwilligen Arbeitsdienst. Danach bildete er sich an einer privaten humanistischen Lehranstalt fort. Von 1938 bis 1940 war er Buchhalter und Kassierer bei der BayWa. Danach diente er bis Kriegsende als Soldat.
Nach Entlassung aus der Kriegsgefangenschaft kam er nach Eggenfelden, das fortan sein Lebensmittelpunkt blieb. Für kurze Zeit war er stellvertretender Flüchtlingskommissar im Landratsamt. 1946 trat er in den Dienst des Straßenverkehrsamts Eggenfelden. Im September 1948 wurde er Mitglied der Bayernpartei und im Mai 1949 zu deren Vorsitzenden im Bezirksverband Eggenfelden gewählt. Bei der Landtagswahl am 26. November 1950 errang er im Stimmkreis Eggenfelden/Vilsbiburg ein Mandat. Dem Bayerischen Landtag gehörte er bis zum Ende der Wahlperiode im November 1954 an.
Der Eggenfeldener Kreistag wählte ihn 1952 zum Landrat. In diesem Amt blieb er bis zur Auflösung des Landkreises Eggenfelden im Zuge der Gebietsreform im Juli 1972. Vorrangiges Augenmerk legte er auf den Straßenbau. Während seiner Amtszeit wurden zudem das Karl-von-Closen-Gymnasium und die Berufsschule in Eggenfelden errichtet, das Landratsamt erweitert, der Flugplatz Eggenfelden im Ortsteil Zainach zu einem Verkehrslandeplatz ausgebaut und der Bau eines neuen Krankenhauses in die Wege geleitet. Auf sein Betreiben und seine Begeisterung für Kultur geht die Gründung des Theaters an der Rott zurück. Er holte auch den Salzburger Spielleiter Adi Fischer als ersten Intendanten an das Theater.

## Ehrungen
- 1973: Verdienstkreuz 1. Klasse der Bundesrepublik Deutschland[1]